# Wa (Japan)
Wa (japanski 倭) je najstarije zabilježeno ime za Japan. Rabilo ga se u prvim japanskim razdobljima.
U starim se japanskim, kineskim i korejskim tekstovima njegovo ime pisalo 倭 (kineski: Wō, japanski Wa ili Yamato) sve do 8. stoljeća. Vremenom taj je znak u japanskom dobio nelijepa značenja (pokoran, podatan, patuljast, kratak), pa je zamijenjen znakom 和 koji označuje "mir, sklad, ravnotežu".
Ime je promijenjeno u Nihon (日本) tijekom razdoblja Asuke.